# 宮城信吾
宮城 信吾（みやぎ しんご、1988年5月17日 - ）は、沖縄県出身のバスケットボール選手である。ポジションはフォワード。身長197cm、体重83kg。
美来工科高校から専修大学に進む。2011年、bjリーグドラフト会議にて1巡目、全体7位で滋賀レイクスターズに指名されるも、シーズンを通しての出場時間18分に留まった。
2012-13シーズンに向け、bjリーグ富山グラウジーズとの契約に一旦合意したものの、契約締結には至らなかった。